# Datorspelsåret 2014

## Händelser

### Januari
- Januari - I Kina upphävs ett 14 år gammalt förbud mot försäljning av icke-kinesiska spelkonsoler.[1]
- 15-16 januari - Steam Dev Days hålls i Seattle.

### Februari

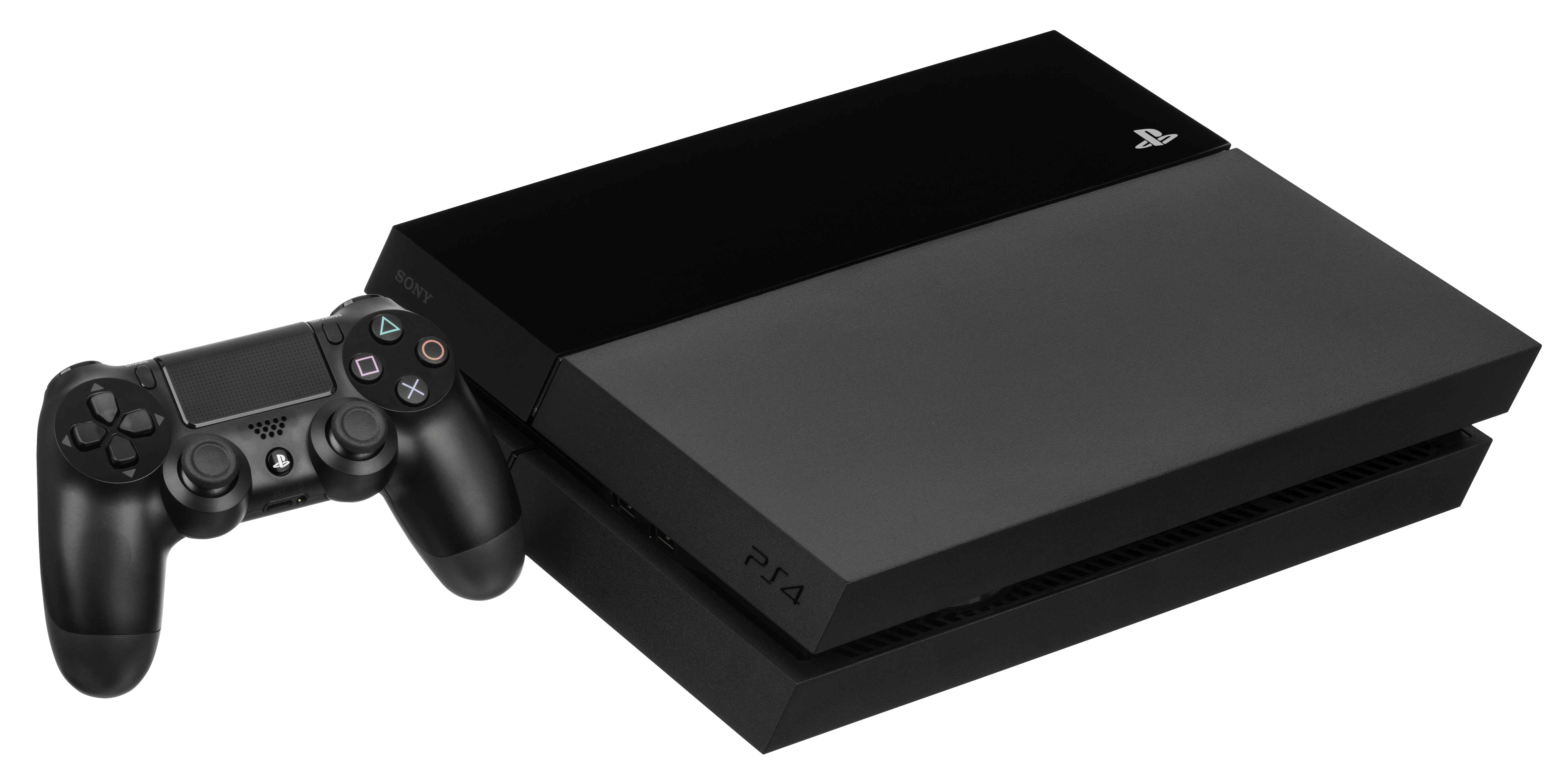
Playstation 4 med tillhörande spelkontroll.

- 18 februari - Irrational Games läggs ned.[2]
- 22 februari - Playstation 4 lanseras i Japan.[3]

### Mars
- 12 mars - 10th British Academy Video Games Awards hålls i Tobacco Dock i London.
- 17-21 mars - Game Developers Conference 2014 hålls i San Francisco.
- 19 mars - The Angry Video Game Nerd recenserar Big Rigs: Over the Road Racing på YouTube.
- 25 mars - Oculus VR köps upp av Facebook för 2 miljoner US$.
- 28-30 mars - Rezzed 2014 hålls i National Exhibition Centre i Birmingham.

### April
- 11-13 april - PAX East 2014 hålls i Boston Convention and Exhibition Center i Boston.
- 12-13 april - Midwest Gaming Classic 2014 hålls på Sheraton Milwaukee Brookfield Hotel i Brookfield.
- 27 april - De ET-spelkassetter som efter dåliga försäljningssiffror dumpades ute i New Mexicos öken i samband med 1983 års spelkrasch återfinns.[4]

### Maj
- 20 maj - Nintendo stänger ned Nintendo Wi-Fi Connection-servrarna, vilket innebär att nätverksfunktioner för Nintendo DS- och Wii-spel, däribland flerspelarlägen, inte längre går att användas.

### Juni
- 10-12 juni - E3 2014 hålls i Los Angeles Convention Center.[5]
- 12 juni - Nordic Games köper upp THQ.
- 14-17 juni - Dreamhack Winter hålls i Jönköping.
- 30 juni - Cryteks immateriella tillgång Homefront: The Revolution köps upp av Koch Media. Crytek UK och Crytek USA läggs ned.

### Juli
- Juli - Airtight Games läggs ned.
- 10 juli - Neversoft går samman med Infinity Ward.
- 17-20 juli - Quakecon 2014 hålls i Dallas.
- 27-27 juli - San Diego Comic-Con International hålls i San Diego Convention Center i San Diego.

### Augusti
- 7 augusti - Activision återupplivar Sierra Entertainment i form av en utgivare av indiespel och spel baserade på klassiska Sierra-serier såsom King's Quest.
- 11 augusti - Electronic Arts lanserar en prenumerationstjänst vid namn EA Access på Xbox One.
- 25 augusti - Twitch köps upp av Amazon.com för 970 miljoner US$.
- 29 augusti - Nintendo tillkännager New Nintendo 3DS och New Nintendo 3DS XL, två nya Nintendo 3DS-modeller.
- 29 augusti-1 september - PAX Prime 2014 hålls i Washington State Convention Center.

### September

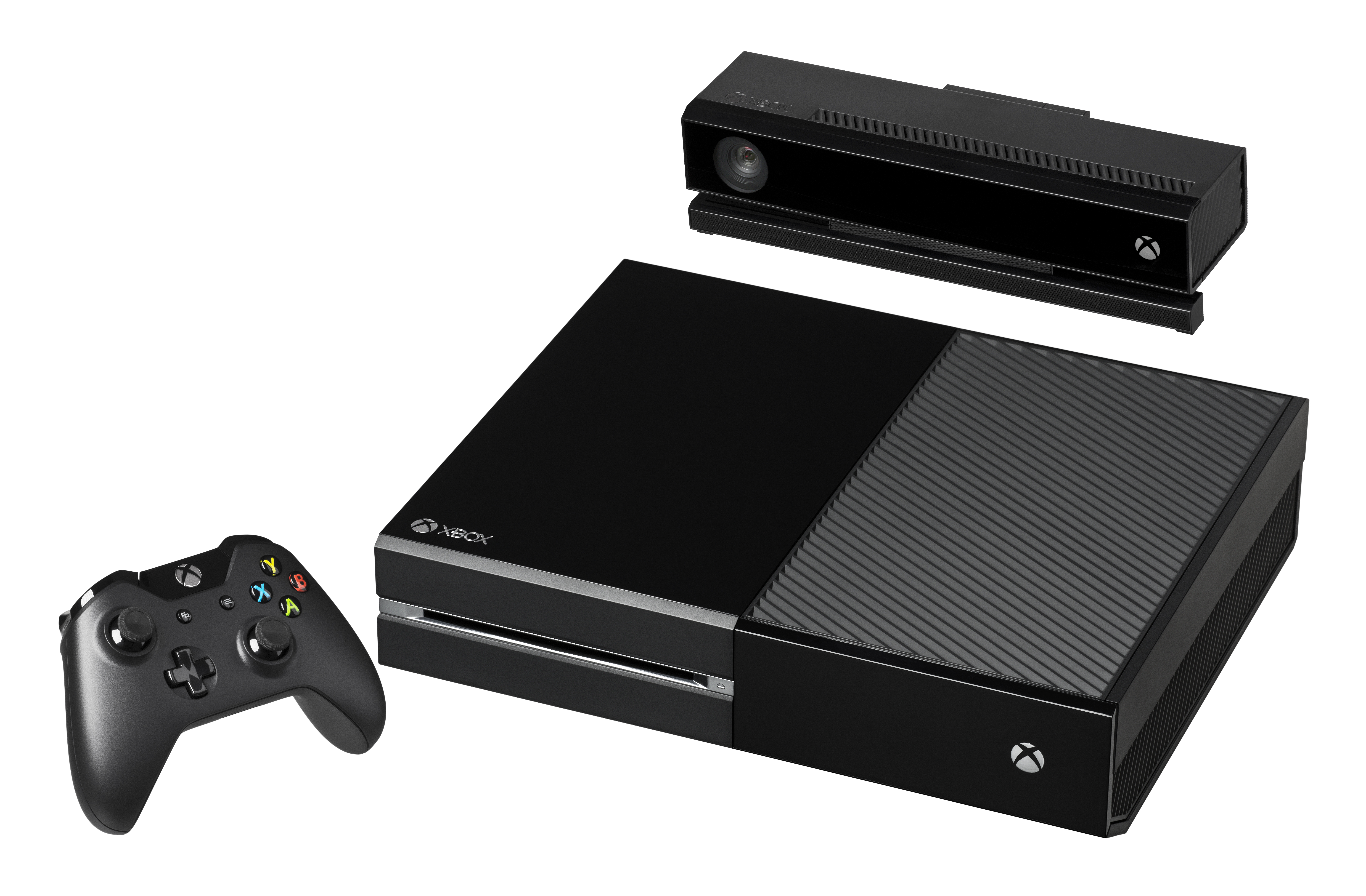
Xbox One med tillbehör.

- 4 september - Xbox One lanseras i Japan.
- 5 september - Xbox One lanseras i Belgien, Danmark, Finland, Nederländerna, Norge, Ryssland, Schweiz och Sverige.
- 15 september - Microsoft Studios tillkännager sitt uppköp av Mojang för 2,5 miljarder US$.
- 18-21 september - Tokyo Game Show 2014 hålls i Makuhari Messe i Tokyo.
- 25-28 september - EGX London 2014 hålls i Earls Court i London.
- 29 september - Xbox One lanseras i Kina.[6]

### Oktober
- 2-5 oktober - Gigacon 2014 hålls i Telenor Arena i Oslo.
- 11 oktober - New Nintendo 3DS och New Nintendo 3DS XL lanseras i Japan.
- 11-12 oktober - First Look 2014 hålls i Jaarbeurs i Utrecht.
- 11-12 oktober - Play Expo 2014 hålls i Event City i Manchester.
- 24-26 oktober - Milan Games Week hålls i Fieramilanocity i Milano.
- 31 oktober-2 november - PAX Australia 2014 hålls i Melbourne Convention and Exhibition Centre i Melbourne.

### November
- 7-8 november - Blizzcon 2014 hålls i Anaheim Convention Center i Anaheim.
- 21 november - New Nintendo 3DS och New Nintendo 3DS XL lanseras i Australien och Nya Zeeland.
- 27-30 november - Dreamhack Winter hålls i Jönköping.

### December
- 5 december - The Game Awards 2014 hålls i Las Vegas.

## Spelsläpp

### Januari-mars
| Månad           | Dag | Titel                                                     | Plattform(ar)             | Källa |
| J A N U A R I   | 2   | Sonic & All-Stars Racing Transformed                      | IOS, Android              |       |
| J A N U A R I   | 7   | Don't Starve: Console Edition                             | PS4                       |       |
| J A N U A R I   | 7   | Tiny Brains                                               | PS3                       |       |
| J A N U A R I   | 9   | Duke Nukem: Manhattan Project                             | IOS                       |       |
| J A N U A R I   | 9   | Metal Gear Rising: Revengeance                            | Win                       |       |
| J A N U A R I   | 9   | Rhythm Thief & The Paris Caper                            | IOS                       |       |
| J A N U A R I   | 13  | Nidhogg                                                   | Win                       |       |
| J A N U A R I   | 14  | Assassin's Creed Liberation HD                            | PSN                       |       |
| J A N U A R I   | 14  | The Banner Saga                                           | Win, Mac, Lin, IOS, XBLA  |       |
| J A N U A R I   | 15  | Assassin's Creed Liberation HD                            | Win, XBLA                 |       |
| J A N U A R I   | 15  | Assassin's Creed Liberation HD                            | PSN                       |       |
| J A N U A R I   | 15  | Final Fantasy VI                                          | Android                   |       |
| J A N U A R I   | 16  | F1 Race Stars                                             | Wii U                     |       |
| J A N U A R I   | 20  | Kickbeat                                                  | Win                       |       |
| J A N U A R I   | 20  | Olli Olli                                                 | PS Vita                   |       |
| J A N U A R I   | 22  | Deus Ex: The Fall                                         | Droid                     |       |
| J A N U A R I   | 22  | Olli Olli                                                 | PS Vita                   |       |
| J A N U A R I   | 22  | Tomb Raider: Definitive Edition                           | PS4, XBO                  |       |
| J A N U A R I   | 23  | Might & Magic X: Legacy                                   | Win                       |       |
| J A N U A R I   | 23  | Tomb Raider                                               | Mac                       |       |
| J A N U A R I   | 23  | Dragon Ball Z: Battle of Z                                | PS3, PS Vita, X360        |       |
| J A N U A R I   | 24  | Dragon Ball Z: Battle of Z                                | PS3, PS Vita, X360        |       |
| J A N U A R I   | 27  | Grand Theft Auto: San Andreas Mobile                      | WP                        |       |
| J A N U A R I   | 28  | Broken Age Act I                                          | Win, Mac, Lin, IOS, Droid |       |
| J A N U A R I   | 28  | Dragon Ball Z: Battle of Z                                | PS3, PS Vita, X360        |       |
| J A N U A R I   | 28  | Rekoil                                                    | Win                       |       |
| J A N U A R I   | 28  | Tomb Raider: Definitive Edition                           | PS4, XBO                  |       |
| J A N U A R I   | 29  | Rekoil: Liberator                                         | XBLA                      |       |
| J A N U A R I   | 30  | Octodad: Dadliest Catch                                   | Win, Mac, Lin             |       |
| J A N U A R I   | 31  | Halo: Spartan Assault                                     | X360                      |       |
| J A N U A R I   | 31  | Loadout                                                   | Win                       |       |
| J A N U A R I   | 31  | Tomb Raider: Definitive Edition                           | PS4, XBO                  |       |
| F E B R U A R I | 4   | Fable Anniversary                                         | X360                      |       |
| F E B R U A R I | 4   | Outlast                                                   | PS4                       |       |
| F E B R U A R I | 4   | The Wolf Among Us - Episode 2: Smoke and Mirrors          | Win, Mac, PSN             |       |
| F E B R U A R I | 5   | The Wolf Among Us - Episode 2: Smoke and Mirrors          | XBLA                      |       |
| F E B R U A R I | 6   | Broken Sword 5: The Serpent's Curse - Episode 1           | IOS                       |       |
| F E B R U A R I | 6   | Double Dragon Neon                                        | Win                       |       |
| F E B R U A R I | 6   | Final Fantasy VI                                          | IOS                       |       |
| F E B R U A R I | 7   | The Lego Movie Videogame                                  | Win, PS3, X360, PS4, XBO  |       |
| F E B R U A R I | 7   | Bravely Default                                           | 3DS                       |       |
| F E B R U A R I | 11  | Danganronpa: Trigger Happy Havoc                          | PSVita                    |       |
| F E B R U A R I | 11  | Lightning Returns: Final Fantasy XIII                     | PS3, X360                 |       |
| F E B R U A R I | 11  | One Piece: Romance Dawn                                   | 3DS                       |       |
| F E B R U A R I | 11  | Toukiden: The Age of Demons                               | PS Vita, PSP              |       |
| F E B R U A R I | 12  | World of Tanks                                            | XBLA                      |       |
| F E B R U A R I | 13  | Steel Diver: Sub Wars                                     | 3DS                       |       |
| F E B R U A R I | 13  | Inazuma Eleven                                            | 3DS                       |       |
| F E B R U A R I | 13  | Naissance E                                               | Win                       |       |
| F E B R U A R I | 13  | Lightning Returns: Final Fantasy XIII                     | PS3, X360                 |       |
| F E B R U A R I | 13  | Donkey Kong Country: Tropical Freeze                      | Wii U                     |       |
| F E B R U A R I | 14  | Danganronpa: Trigger Happy Havoc                          | PSVita                    |       |
| F E B R U A R I | 14  | Lightning Returns: Final Fantasy XIII                     | PS3, X360                 |       |
| F E B R U A R I | 14  | Inazuma Eleven                                            | 3DS                       |       |
| F E B R U A R I | 18  | Banished                                                  | Win                       |       |
| F E B R U A R I | 18  | Earth Defense Force 2025                                  | PS3, X360                 |       |
| F E B R U A R I | 18  | Guacamelee! Gold Edition                                  | Mac, Lin                  |       |
| F E B R U A R I | 18  | NASCAR '14                                                | Win, PS3, X360            |       |
| F E B R U A R I | 18  | Rayman Legends                                            | PS4, XBO                  |       |
| F E B R U A R I | 18  | Strider                                                   | PS3, PS4, X360, XBO, Win  |       |
| F E B R U A R I | 21  | Donkey Kong Country: Tropical Freeze                      | Wii U                     |       |
| F E B R U A R I | 21  | Rambo: The Video Game                                     | PS3, X360, Win            |       |
| F E B R U A R I | 22  | Donkey Kong Country: Tropical Freeze                      | Wii U                     |       |
| F E B R U A R I | 22  | Nobunaga's Ambition: Sphere of Influence                  | PS4                       | [ 7 ] |
| F E B R U A R I | 25  | Castlevania: Lords of Shadow 2                            | Win, PS3, X360            |       |
| F E B R U A R I | 25  | Magus                                                     | PS3                       |       |
| F E B R U A R I | 25  | Plants vs. Zombies: Garden Warfare                        | XBO, X360                 |       |
| F E B R U A R I | 25  | Tales of Symphonia Chronicles                             | PS3                       |       |
| F E B R U A R I | 25  | Thief                                                     | Win, PS3, PS4, X360, XBO  |       |
| F E B R U A R I | 27  | Deception IV: Blood Ties                                  | PS3, PS Vita              |       |
| F E B R U A R I | 27  | Resident Evil 4: Ultimate HD Edition                      | Win                       |       |
| F E B R U A R I | 27  | Story of Seasons                                          | 3DS                       | [ 8 ] |
| F E B R U A R I | 28  | Professor Layton and the Azran Legacy                     | 3DS                       |       |
| F E B R U A R I | 28  | Tales of Symphonia Chronicles                             | PS3                       |       |
| M A R S         | 4   | Hatsune Miku: Project DIVA F                              | PSVita                    |       |
| M A R S         | 4   | South Park: The Stick of Truth                            | Win, PS3, X360            |       |
| M A R S         | 4   | The Walking Dead: Season Two - Episode 2: A House Divided | Win, Mac, PSN, XBLA       |       |
| M A R S         | 6   | F1 2013                                                   | Mac                       |       |
| M A R S         | 7   | The Walking Dead: Season Two - Episode 2: A House Divided | IOS                       |       |
| M A R S         | 11  | Atelier Escha & Logy: Alchemists of the Dusk Sky          | PS3                       |       |
| M A R S         | 11  | Dark Souls II                                             | PS3, X360                 |       |
| M A R S         | 11  | Hearthstone: Heroes of Warcraft                           | Win, Mac                  |       |
| M A R S         | 11  | Titanfall                                                 | Win, XBO                  |       |
| M A R S         | 11  | Towerfall Ascension                                       | PS4, Win                  |       |
| M A R S         | 12  | Hatsune Miku: Project DIVA F                              | PSVita                    |       |
| M A R S         | 14  | Yoshi's New Island                                        | 3DS                       |       |
| M A R S         | 18  | Deus Ex: The Fall                                         | Win                       |       |
| M A R S         | 18  | Final Fantasy X/X-2 HD Remaster                           | PS3, PSVita               |       |
| M A R S         | 18  | Metal Gear Solid V: Ground Zeroes                         | PS3, PS4, X360, XBO       |       |
| M A R S         | 18  | Yaiba: Ninja Gaiden Z                                     | PS3, X360                 |       |
| M A R S         | 15  | Broken Sword 5: The Serpent's Curse - Episode 1           | Droid                     |       |
| M A R S         | 21  | Infamous: Second Son                                      | PS4                       |       |
| M A R S         | 21  | Yaiba: Ninja Gaiden Z                                     | Win                       |       |
| M A R S         | 21  | The Witch and the Hundred Knight                          | PS3                       |       |
| M A R S         | 24  | Escape Goat 2                                             | Win, Mac, Lin             |       |
| M A R S         | 25  | Blazblue: Chrono Phantasma                                | PS3                       |       |
| M A R S         | 25  | Deception IV: Blood Ties                                  | PS3, PS Vita              |       |
| M A R S         | 25  | Diablo III: Reaper of Souls                               | Win, Mac                  |       |
| M A R S         | 25  | Fez                                                       | PS3, PS4, PS Vita         |       |
| M A R S         | 25  | Mercenary Kings                                           | Win                       |       |
| M A R S         | 25  | Smite                                                     | Win                       |       |
| M A R S         | 25  | The Witch and the Hundred Knight                          | PS3                       |       |
| M A R S         | 27  | Castlevania: Lords of Shadow – Mirror of Fate HD          | Win                       |       |
| M A R S         | 28  | Deception IV: Blood Ties                                  | PS3, PS Vita              |       |
| M A R S         | 28  | Professor Layton vs. Phoenix Wright: Ace Attorney         | 3DS                       |       |
| M A R S         | 29  | Professor Layton vs. Phoenix Wright: Ace Attorney         | 3DS                       |       |
| M A R S         | 31  | Age of Wonders III                                        | Win, Mac                  |       |
| M A R S         | 31  | Steins;Gate                                               | Win                       |       |

### April–juni
| Månad     | Dag                      | Titel                                           | Plattform(ar)                                      | Källa |
| A P R I L | 1                        | Batman: Arkham Origins Blackgate                | Win, PSN, XBLA, WiiU                               |       |
| A P R I L | 1                        | Goat Simulator                                  | Win                                                |       |
| A P R I L | 1                        | Mercenary Kings                                 | PS4                                                |       |
| A P R I L | 1                        | MLB 14: The Show                                | PS3, PS Vita                                       |       |
| A P R I L | 3                        | Don Bradman Cricket 14                          | PS3, X360                                          |       |
| A P R I L | 4                        |                                                 |                                                    |       |
| A P R I L | The Elder Scrolls Online | Win, Mac                                        |                                                    |       |
| A P R I L | 8                        | Kinect Sports Rivals                            | XBO                                                |       |
| A P R I L | 8                        | Titanfall                                       | X360                                               |       |
| A P R I L | 8                        | The Wolf Among Us - Episode 3: A Crooked Mile   | Win, Mac, PSN                                      |       |
| A P R I L | 9                        | The Wolf Among Us - Episode 3: A Crooked Mile   | XBLA                                               |       |
| A P R I L | 10                       | Tokyo Twilight Ghost Hunters                    | PS3, PSVita                                        |       |
| A P R I L | 10                       | Trials Frontier                                 | IOS                                                |       |
| A P R I L | 11                       | Disney Magical World                            | 3DS                                                |       |
| A P R I L | 14                       | Final Fantasy XIV: A Realm Reborn               | PS4                                                |       |
| A P R I L | 15                       | 2014 FIFA World Cup Brazil                      | PS3, X360                                          |       |
| A P R I L | 15                       | Conception II: Children of the Seven Stars      | PS Vita, 3DS                                       |       |
| A P R I L | 15                       | Moebius: Empire Rising                          | Win, Mac                                           |       |
| A P R I L | 15                       | War of the Vikings                              | Win                                                |       |
| A P R I L | 16                       | Broken Sword 5: The Serpent's Curse - Episode 2 | Win, Mac, Lin                                      |       |
| A P R I L | 16                       | Trials Fusion                                   | XBLA, XBO, PS4                                     |       |
| A P R I L | 18                       | Wargame Red Dragon                              | Win                                                |       |
| A P R I L | 22                       | Demon Gaze                                      | PSVita                                             |       |
| A P R I L | 24                       | Trials Fusion                                   | Win                                                |       |
| A P R I L | 25                       | Dark Souls II                                   | Win                                                |       |
| A P R I L | 25                       | NES Remix 2                                     | Wii U                                              |       |
| A P R I L | 25                       | Demon Gaze                                      | PSVita                                             |       |
| A P R I L | 25                       | Jojo's Bizarre Adventure: All Star Battle       | PS3                                                |       |
| A P R I L | 29                       | Daylight                                        | Win, PS4                                           |       |
| A P R I L | 29                       | Jojo's Bizarre Adventure: All Star Battle       | PS3                                                |       |
| A P R I L | 29                       | The Amazing Spider-Man 2                        | Win, PS3, PS4, Wii U, X360, XBO, 3DS, Android, IOS |       |
| A P R I L | 30                       | Child of Light                                  | Win, PS3, PS4, Wii U, X360, XBO                    |       |
| A P R I L | TBA                      | The Wolf Among Us - Episode 3: A Crooked Mile   | iOS                                                |       |
| M A J     | 2                        | Kirby: Triple Deluxe                            | 3DS                                                |       |
| M A J     | 2                        | Mario Golf: World Tour                          | 3DS                                                |       |
| M A J     | 2                        | Peggle 2                                        | XBLA                                               |       |
| M A J     | 5                        | EA Sports UFC                                   | PS4, XBO                                           |       |
| M A J     | 6                        | MLB 14: The Show                                | PS4                                                |       |
| M A J     | 7                        | Tesla Effect: A Tex Murphy Adventure            | Windows, OS X, Linux                               |       |
| M A J     | 9                        | Bound by Flame                                  | Win, PS4, PS3, X360                                |       |
| M A J     | 9                        | Killer is Dead: Nightmare Edition               | Win                                                |       |
| M A J     | 13                       | Borderlands 2                                   | PS Vita                                            |       |
| M A J     | 14                       | Conception II: Children of the Seven Stars      | PS Vita, 3DS                                       |       |
| M A J     | 15                       | Hitman: Absolution Elite Edition                | Mac                                                |       |
| M A J     | 15                       | Sonic & All-Stars Racing Transformed            | Playstation 3, Wii U                               |       |
| M A J     | 19                       | Nidhogg                                         | Mac                                                |       |
| M A J     | 20                       | Ace Combat Infinity                             | PS3                                                |       |
| M A J     | 20                       | Drakengard 3                                    | PS3                                                |       |
| M A J     | 20                       | Mugen Souls Z                                   | PS3                                                |       |
| M A J     | 20                       | Transistor                                      | Win, Mac, Lin, PS4                                 |       |
| M A J     | 20                       | Wolfenstein: The New Order                      | Win, PS3, PS4, X360, XBO                           |       |
| M A J     | 23                       | Tropico 5                                       | Win                                                |       |
| M A J     | 27                       | Ace Combat Infinity                             | PS3                                                |       |
| M A J     | 27                       | Watch Dogs                                      | Win, PS3, PS4, X360, XBO                           |       |
| M A J     | 28                       | Ace Combat Infinity                             | PS3                                                |       |
| M A J     | 29                       | Hyperdevotion Noire: Goddess Black Heart        | PS Vita                                            |       |
| M A J     | 29                       | Mario Kart 8                                    | Wii U                                              |       |
| M A J     | 29                       | Nobunaga's Ambition: Sphere of Influence        | PS Vita                                            | [ 9 ] |
| M A J     | 30                       | Borderlands 2                                   | PS Vita                                            |       |
| M A J     | 30                       | Mario Kart 8                                    | Wii U                                              |       |
| M A J     | 31                       | Mario Kart 8                                    | Wii U                                              |       |
| M A J     | TBA                      | Don Bradman Cricket 14                          | Win                                                |       |
| M A J     | TBA                      | Mousecraft                                      | Win, Mac, Lin, PS Vita                             |       |
| M A J     | TBA                      | Lifeless Planet                                 | Win, MAC                                           |       |
| J U N I   | 3                        | Murdered: Soul Suspect                          | Win, PS3, PS4, X360, XBO                           |       |
| J U N I   | 3                        | Ultra Street Fighter IV                         | PSN                                                |       |
| J U N I   | 3                        | Wildstar                                        | Win                                                |       |
| J U N I   | 4                        | Ultra Street Fighter IV                         | XBLA                                               |       |
| J U N I   | 5                        | How to Survive                                  | Wii U                                              |       |
| J U N I   | 5                        | Persona Q: Shadow of the Labyrinth              | 3DS                                                |       |
| J U N I   | 12                       | One Piece: Unlimited World Red                  | Wii U, PS3, PS Vita                                |       |
| J U N I   | 13                       | Enemy Front                                     | Win, PS3, X360                                     |       |
| J U N I   | 24                       | Transformers: Rise of the Dark Spark            | Win, X360, XBO, PS4, PS3, Wii U, 3DS               |       |
| J U N I   | 24                       | Valiant Hearts: The Great War                   | PS3, PS4                                           |       |
| J U N I   | 19                       | How to Survive                                  | Wii U                                              |       |
| J U N I   | 25                       | Valiant Hearts: The Great War                   | Win, PS3, PS4, X360, XBO                           |       |
| J U N I   | 26                       | One Piece: Unlimited World Red                  | 3DS, Wii U, PS3, PS Vita                           |       |
| J U N I   | 27                       | Sniper Elite III                                | Win, PS3, PS4, X360, XBO                           |       |
| J U N I   | 31                       | Valiant Hearts: The Great War                   | PS3, PS4                                           |       |
| J U N I   | TBA                      | Mousecraft                                      | PS4                                                |       |
| J U N I   | TBA                      | The Elder Scrolls Online                        | PS4, XBO                                           |       |

### Juli–september
| Månad             | Dag | Titel                                             | Plattform(ar)            | Källa         |
| J U L I           | 8   | One Piece: Unlimited World Red                    | 3DS, Wii U, PS3          |               |
| J U L I           | 14  | One Piece: Unlimited World Red                    | PS Vita                  |               |
| J U L I           | 24  | Corpse Party: Blood Drive                         | PSVita                   |               |
| A U G U S T I     | 5   | Ultra Street Fighter IV                           | PS3, X360                |               |
| A U G U S T I     | 7   | Lost Dimension                                    | PS3, PS Vita             | [ 10 ] [ 11 ] |
| A U G U S T I     | 7   | Phoenix Wright: Ace Attorney: Dual Destinies      | IOS                      |               |
| A U G U S T I     | 7   | Turnabout Reclaimed                               | IOS                      |               |
| A U G U S T I     | 7   | Ultra Street Fighter IV                           | PS3, X360                |               |
| A U G U S T I     | 7   | Ultra Street Fighter IV                           | Win                      |               |
| A U G U S T I     | 8   | Ultra Street Fighter IV                           | PS3, X360                |               |
| A U G U S T I     | 14  | Phoenix Wright: Ace Attorney: Dual Destinies      | IOS                      |               |
| A U G U S T I     | 14  | Turnabout Reclaimed                               | IOS                      |               |
| A U G U S T I     | 17  | 7 Days to Die                                     | Win, Mac, Lin            |               |
| A U G U S T I     | 19  | Tales of Xillia 2                                 | PS3                      |               |
| A U G U S T I     | 22  | Tales of Xillia 2                                 | PS3                      |               |
| A U G U S T I     | 26  | Sacred 3                                          | Win, PS3, X360           |               |
| A U G U S T I     | 26  | The Evil Within                                   | Win, PS3, PS4, X360, XBO |               |
| A U G U S T I     | 28  | Persona 4 Arena Ultimax                           | PS3, X360                |               |
| A U G U S T I     | 29  | Professor Layton vs. Phoenix Wright: Ace Attorney | 3DS                      |               |
| A U G U S T I     | TBA | Risen 3: Titan Lords                              | Win, PS3, X360           |               |
| S E P T E M B E R | 2   | Danganronpa 2: Goodbye Despair                    | Playstation Vita         |               |
| S E P T E M B E R | 2   | Don't Starve                                      | PS Vita                  |               |
| S E P T E M B E R | 3   | Total War: Rome II                                | Mac                      |               |
| S E P T E M B E R | 4   | Valiant Hearts: The Great War                     | IOS                      |               |
| S E P T E M B E R | 5   | Danganronpa 2: Goodbye Despair                    | Playstation Vita         |               |
| S E P T E M B E R | 5   | Planetary Annihilation                            | Win, Mac, Lin            |               |
| S E P T E M B E R | 9   | Destiny                                           | PS3, PS4, X360, XBO      |               |
| S E P T E M B E R | 9   | NHL 15                                            | PS3, PS4, X360, XBO      |               |
| S E P T E M B E R | 12  | Planetarian: The Reverie of a Little Planet       | Win                      |               |
| S E P T E M B E R | 13  | Super Smash Bros. for Nintendo 3DS                | 3DS                      |               |
| S E P T E M B E R | 15  | The Sims 4                                        | Win, Mac                 |               |
| S E P T E M B E R | 19  | D4                                                | XBO                      |               |
| S E P T E M B E R | 19  | Wasteland 2                                       | Win, Mac, Lin            |               |
| S E P T E M B E R | 20  | Bayonetta                                         | Wii U                    |               |
| S E P T E M B E R | 20  | Bayonetta 2                                       | Wii U                    |               |
| S E P T E M B E R | 23  | Slender: The Arrival                              | PSN                      |               |
| S E P T E M B E R | 23  | Stronghold Crusader II                            | Win                      |               |
| S E P T E M B E R | 24  | Slender: The Arrival                              | PSN                      |               |
| S E P T E M B E R | 24  | Slender: The Arrival                              | XBLA                     |               |
| S E P T E M B E R | 25  | Danganronpa Another Episode: Ultra Despair Girls  | PS Vita                  | [ 12 ]        |
| S E P T E M B E R | 28  | Massive Chalice                                   | Win, Mac, Lin            |               |
| S E P T E M B E R | 30  | Persona 4 Arena Ultimax                           | PS3, X360                |               |

### Oktober–december
| Månad           | Dag | Titel                                      | Plattform(ar)                   | Källa  |
| O K T O B E R   | 2   | Kingdom Hearts HD 2.5 Remix                | PS3                             |        |
| O K T O B E R   | 3   | Super Smash Bros. for Nintendo 3DS         | 3DS                             |        |
| O K T O B E R   | 4   | Super Smash Bros. for Nintendo 3DS         | 3DS                             |        |
| O K T O B E R   | 7   | Alien: Isolation                           | Win, PS3, PS4, X360, XBO        |        |
| O K T O B E R   | 7   | Driveclub                                  | PS4                             |        |
| O K T O B E R   | 7   | Middle-earth: Shadow of Mordor             | Win, PS3, PS4, X360, XBO        |        |
| O K T O B E R   | 8   | Driveclub                                  | PS4                             |        |
| O K T O B E R   | 10  | Driveclub                                  | PS4                             |        |
| O K T O B E R   | 14  | Nidhogg                                    | PS4, PS Vita                    |        |
| O K T O B E R   | 14  | Raven's Cry                                | Win, PS3, X360                  |        |
| O K T O B E R   | 21  | Fantasia: Music Evolved                    | XBO, X360                       |        |
| O K T O B E R   | 21  | Just Dance 2015                            | Wii, Wii U, PS3, PS4, X360, XBO |        |
| O K T O B E R   | 21  | The Legend of Korra                        | Win, PS3, PS4                   |        |
| O K T O B E R   | 22  | The Legend of Korra                        | X360, XBO                       |        |
| O K T O B E R   | 23  | Fantasia: Music Evolved                    | XBO, X360                       |        |
| O K T O B E R   | 23  | Persona Q: Shadow of the Labyrinth         | 3DS                             | [ 13 ] |
| O K T O B E R   | 24  | Bayonetta                                  | Wii U                           |        |
| O K T O B E R   | 24  | Bayonetta 2                                | Wii U                           |        |
| O K T O B E R   | 24  | Fantasia: Music Evolved                    | XBO, X360                       |        |
| O K T O B E R   | 25  | Bayonetta                                  | Wii U                           |        |
| O K T O B E R   | 25  | Bayonetta 2                                | Wii U                           |        |
| O K T O B E R   | 28  | Sunset Overdrive                           | XBO                             |        |
| O K T O B E R   | 30  | Shin Megami Tensei IV                      | 3DS                             |        |
| O K T O B E R   | 30  | Sunset Overdrive                           | XBO                             |        |
| O K T O B E R   | 29  | How to Survive                             | PS4                             |        |
| O K T O B E R   | 29  | How to Survive                             | XBO                             |        |
| O K T O B E R   | 31  | Sunset Overdrive                           | XBO                             |        |
| N O V E M B E R | 4   | The Binding of Isaac: Rebirth              | PS4, PS Vita, Win, Mac, Lin     |        |
| N O V E M B E R | 4   | How to Survive                             | PS4                             |        |
| N O V E M B E R | 11  | Assassin's Creed Unity                     | Win, PS4, XBO                   |        |
| N O V E M B E R | 11  | Sonic Boom: Rise of Lyric                  | Wii U                           |        |
| N O V E M B E R | 11  | Sonic Boom: Shattered Crystal              | 3DS                             |        |
| N O V E M B E R | 13  | Assassin's Creed Unity                     | Win, PS4, XBO                   |        |
| N O V E M B E R | 13  | Captain Toad: Treasure Tracker             | Wii U                           |        |
| N O V E M B E R | 13  | World of Warcraft: Warlords of Draenor     | Win                             |        |
| N O V E M B E R | 18  | Dragon Age: Inquisition                    | Win, PS3, PS4, X360, XBO        |        |
| N O V E M B E R | 20  | Assassin's Creed Unity                     | Win, PS4, XBO                   |        |
| N O V E M B E R | 20  | Dragon Age: Inquisition                    | Win, PS3, PS4, X360, XBO        |        |
| N O V E M B E R | 21  | Dreamfall Chapters: The Longest Journey    | Win, Mac, Lin                   |        |
| N O V E M B E R | 21  | Persona 4 Arena Ultimax                    | PS3, X360                       |        |
| N O V E M B E R | 21  | Super Smash Bros. for Wii U                | Wii U                           |        |
| N O V E M B E R | 21  | Sonic Boom: Rise of Lyric                  | Wii U                           |        |
| N O V E M B E R | 21  | Sonic Boom: Shattered Crystal              | 3DS                             |        |
| N O V E M B E R | 21  | Dragon Age: Inquisition                    | Win, PS3, PS4, X360, XBO        |        |
| N O V E M B E R | 21  | Kinetic Void                               | Win, Mac, Lin                   |        |
| N O V E M B E R | 25  | Persona Q: Shadow of the Labyrinth         | 3DS                             |        |
| N O V E M B E R | 27  | Code: Realize - Guardian of Rebirth        | PS Vita                         | [ 14 ] |
| N O V E M B E R | 27  | Dragon Age: Inquisition                    | Win, PS3, PS4, X360, XBO        |        |
| N O V E M B E R | 27  | Etrian Odyssey 2 Untold: The Fafnir Knight | 3DS                             |        |
| N O V E M B E R | 28  | Persona Q: Shadow of the Labyrinth         | 3DS                             |        |
| N O V E M B E R | 28  | Super Smash Bros. for Wii U                | Wii U                           |        |
| N O V E M B E R | 29  | Super Smash Bros. for Wii U                | Wii U                           |        |
| N O V E M B E R | 29  | Sonic Boom: Rise of Lyric                  | Wii U                           |        |
| N O V E M B E R | 29  | Sonic Boom: Shattered Crystal              | 3DS                             |        |
| D E C E M B E R | 2   | The Crew                                   | Win, PS4, X360, XBO             |        |
| D E C E M B E R | 2   | Kingdom Hearts HD 2.5 Remix                | PS3                             |        |
| D E C E M B E R | 4   | Analogue: A Hate Story (japanska)          | Win, Lin, Mac                   |        |
| D E C E M B E R | 4   | The Crew                                   | Win, PS4, X360, XBO             |        |
| D E C E M B E R | 4   | Kingdom Hearts HD 2.5 Remix                | PS3                             |        |
| D E C E M B E R | 5   | Captain Toad: Treasure Tracker             | Wii U                           |        |
| D E C E M B E R | 5   | Kingdom Hearts HD 2.5 Remix                | PS3                             |        |
| D E C E M B E R | 6   | Super Smash Bros. for Wii U                | Wii U                           |        |
| D E C E M B E R | 11  | Norn 9: Var Commons                        | PS Vita                         | [ 15 ] |
| D E C E M B E R | 15  | Fault Milestone One                        | Win, Lin, Mac                   |        |
| D E C E M B E R | 18  | Chaos;Child                                | Xbox One                        |        |
| D E C E M B E R | 18  | Sonic Boom: Rise of Lyric                  | Wii U                           |        |
| D E C E M B E R | 18  | Sonic Boom: Shattered Crystal              | 3DS                             |        |
| D E C E M B E R | 21  | Captain Toad: Treasure Tracker             | Wii U                           |        |